# Large Binocular Telescope

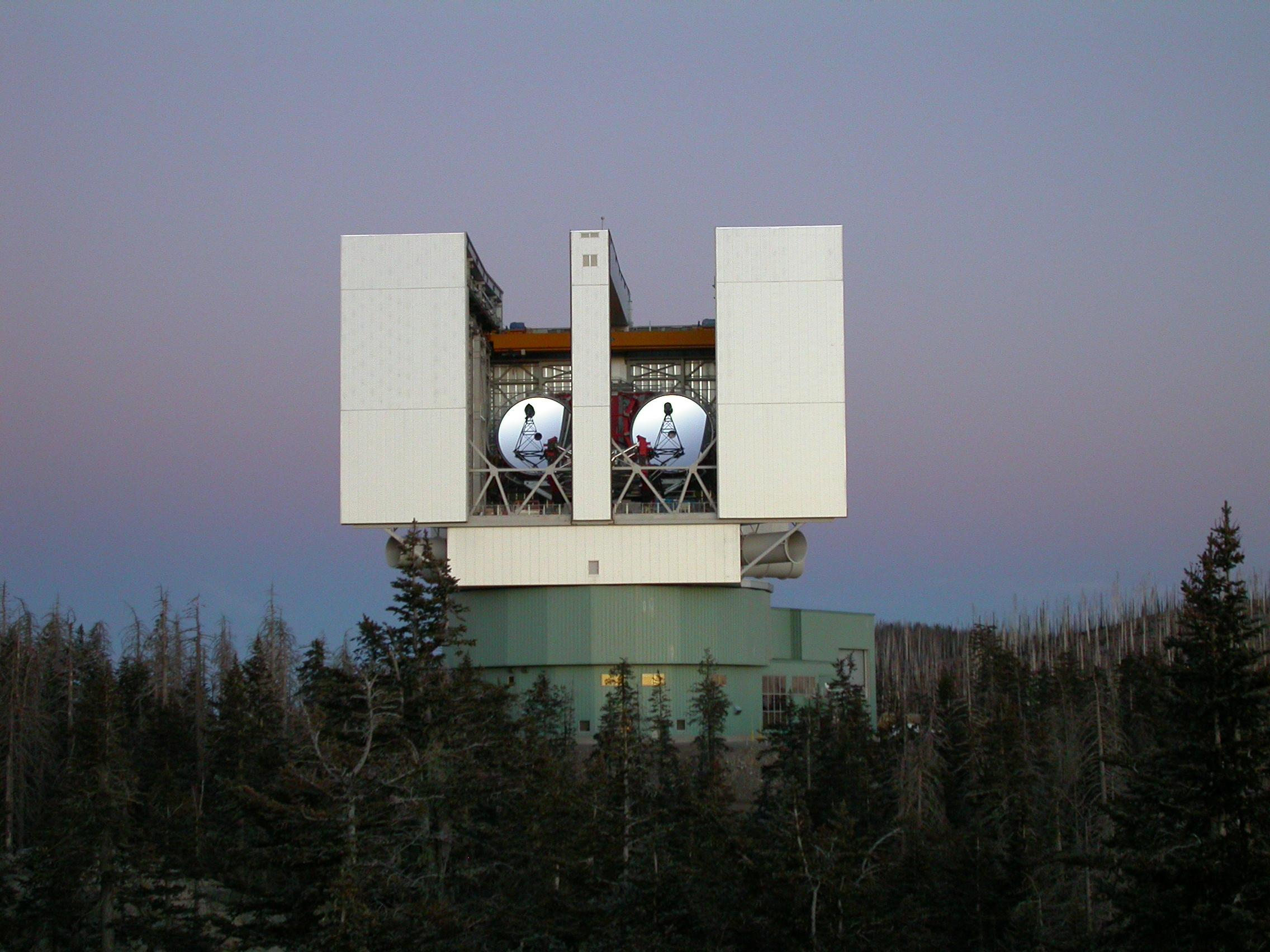
LBT

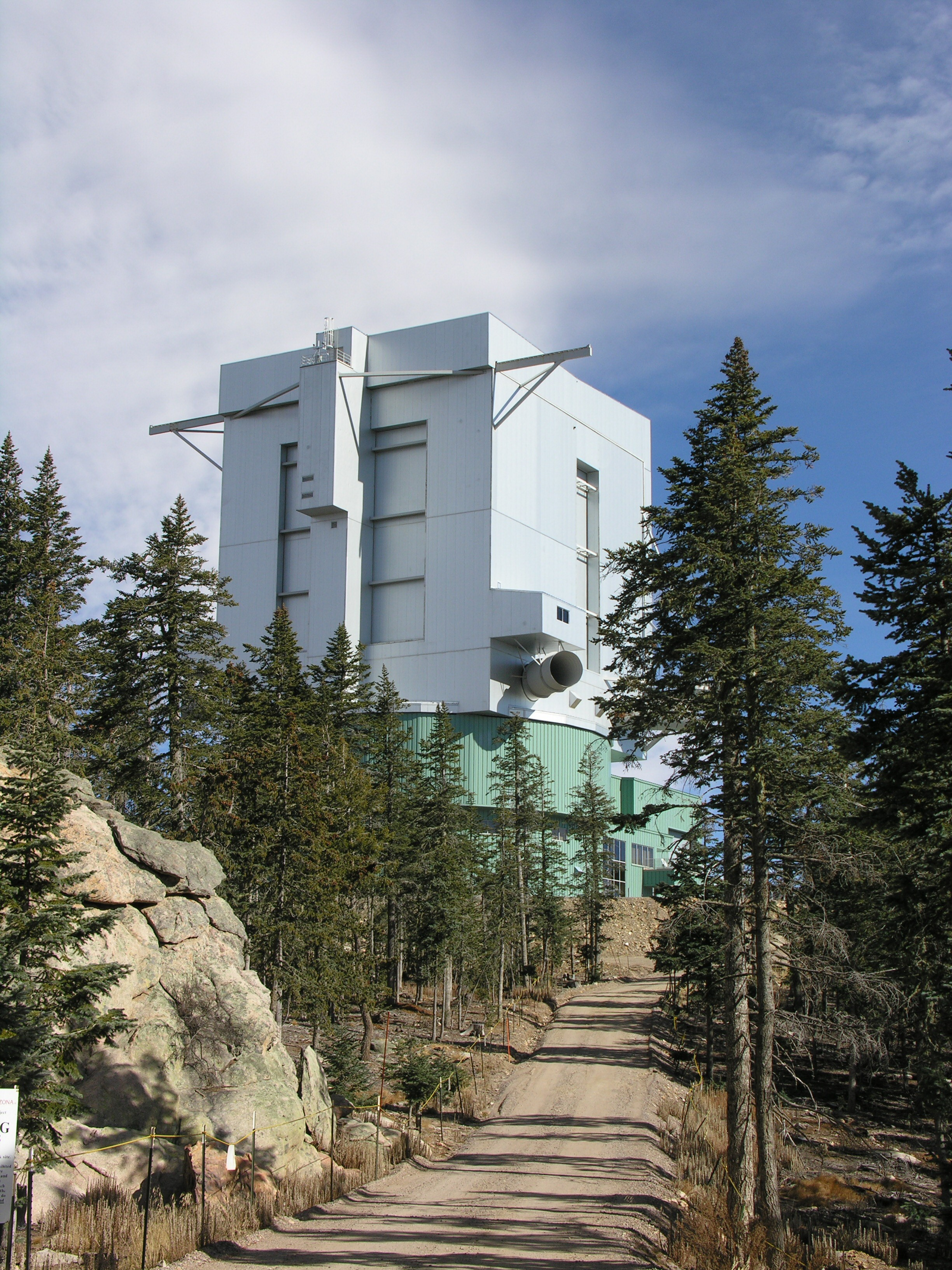

Large Binocular Telescope (abreviat LBT) este un telescop optic situat pe Muntele Graham (la o altd. de peste 3.200 m), în Munții Pinaleño din Arizona de sud-est. Acesta este parte a Observatorului Internațional Mount Graham. LBT este in prezent unul dintre cele mai avansate telescoape optice din lume; folosind două oglinzi largi de 8,4 m, cu o separare de 14,4 m de centru-centru, are aceeași capacitate de captare a luminii ca un telescop circular unic larg de 11,8 m și detaliile unuia de 22,8 m. Oricare dintre oglinzile sale ar fi al doilea cel mai mare telescop optic de pe continental nord-american, în spatele telescopului Hobby-Eberly din Texas de vest; ca situație în vară lui 2014, LBT ar avea în continuare ce mai mare oglindă monolită sau non-segmentată, într-un telescop optic. 
Performanță optică a telescopului este excelentă, iar raporturile Strehl de 60-90% în banda H infraroșu și de 95% în banda de infraroșu M au fost atinse de către LBT.
Prima lumină telescopul a „văzut” la 12 octombrie 2005, observând obiectul NGC 891 în constelația Andromeda, la o distanță de Terra de aproximativ 24 de milioane de ani-lumină.

## Descoperiri
În 2007, LBT detectat un amurg cu magnitudinea 26 provenind de la erupția de raze gama GRB 070125.
LBT, cu XMM-Newton a fost folosit pentru a descoperi roiul galactic 2XMM J083026+524133 în 2008, aflat la peste 7 miliarde de ani-lumină distanță de Pământ. 